# Neuglägerkopf
Der Neuglägerkopf ist eine bewaldete Erhebung im Estergebirge bei Wallgau. Er setzt sich nach Norden nur mäßig vom dominierenden Simetsberg, nach Süden jedoch etwas markanter ab. Direkt am Kopf befindet sich die aufgelassene Neuglägeralm.